# Марксистська соціологія
Марксистська соціологія — це соціологічні дослідження з марксистської перспективи. В Американській соціологічній асоціації є секція, присвячена питанням марксистської соціології, яка «зацікавлена у вивченні того, наскільки висновки з марксистської методології та марксистський аналіз можуть допомогти пояснити складну динаміку сучасного суспільства». Марксистська соціологія може сприяти розвитку критичної теорії і культурних досліджень.

## Концепції та проблеми
Ключові поняття марксистської соціології включають історичний матеріалізм, способи виробництва й відносини між капіталом і працею. Марксистська соціологія, перш за все, досліджує відносини між суспільством і економікою, але не обмежується ними. До ключових питань марксистської соціології належать:
- Як капітал контролює робітників?
- Як спосіб виробництва впливає на соціальні класи?
- Який зв'язок між робітниками, капіталом, державою та культурою?
- Яким чином економічні фактори впливають на нерівність, зокрема гендерну й расову?

Марксизм вважається однією з головних соціологічних парадигм та пов'язаний із теоріями конфлікту й критичною теорією. На відміну від марксистської філософії, марксистська соціологія приділяє мало уваги здійсненню класової революції та зосереджується на об'єктивному політико-економічному дослідженню суспільства, а не на критичній філософії праксису.

## Історичний розвиток
Марксистська соціологія виникла наприкінці XIX ст. під впливом ідей Карла Маркса. Вплив Маркса, поряд із Максом Вебером та Емілем Дюркгаймом, вважається одним із основоположних у ранній соціології. Перша марксистська школа соціології була відома як австромарксизм, серед її найпомітніших представників були Карл Грюнберг і Антоніо Лабріола.
На деякий час цей напрям був посилений Жовтневою революцією. Однак незабаром соціологія виявилася жертвою в боротьбі з «буржуазною» наукою в СРСР.